# Nếp mí rẻ quạt
Nếp mí rẻ quạt (tiếng Anh: epicanthus) là một nếp gấp phần da của mí mắt trên bao phủ góc mắt trong (khoé mắt).
Tuy nhiên, sự thay đổi xảy ra trong bản chất của đặc điểm này và việc sở hữu 'các nếp rẻ quạt một phần' hoặc 'các nếp rẻ quạt nhẹ' được ghi nhận trong các tài liệu liên quan.
Việc có hình thành các nếp gấp rẻ quạt hay không do nhiều yếu tố khác nhau ảnh hưởng, bao gồm tổ tiên, tuổi tác và một số điều kiện nhất định liên quan đến y học.

## Nguyên từ học
Từ tiếng Anh là Epicanthus có nghĩa là 'phía trên khóe mắt', trong đó epi-canthus là dạng chữ viết Latin hóa của tiếng Hy Lạp cổ đại ἐπί κανθός có nghĩa là 'khóe mắt'.

## Phân loại

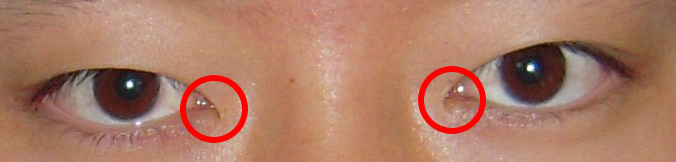
Hình ảnh này làm nổi bật các nếp gấp mí mắt trên của một người gốc Đông Á.

Sự thay đổi về hình dạng của nếp gấp ở góc mắt đã dẫn đến bốn loại nếp gấp được nhận dạng:
- Nếp quạt mi trên  (epicanthus supraciliaris) chạy từ lông mày, cong xuống phía dưới về phía túi lệ.
- Nếp quạt mi (Epicanthus palpebralis) bắt đầu phía trên xương mí mắt trên và kéo dài đến vành ổ mắt dưới.
- Nếp quạt sụn (Epicanthus tarsalis) bắt đầu từ nếp gấp mí mắt trên và hòa vào vùng da gần khóe trong. Đây là loại thường gặp nhất ở người Đông Á.
- Nếp quạt ngược (Epicanthus inversus) bắt đầu từ phần da mí mắt dưới qua góc mắt trong và kéo dài đến mí mắt trên.[10][11]

## Chức năng tiến hóa có thể có
Nếp gấp ở góc mắt thường liên quan đến lượng mỡ tích tụ nhiều hơn xung quanh nhãn cầu. Mô mỡ được cho là có khả năng cách nhiệt tốt hơn cho mắt và xoang khỏi tác động của lạnh, đặc biệt là từ gió lạnh và thể hiện sự thích nghi với khí hậu lạnh.
Người ta cũng đưa ra giả thuyết rằng bản thân nếp gấp có thể mang lại một mức độ bảo vệ khỏi bệnh mù tuyết (một dạng bỏng tia UV cấp tính ở người trượt tuyết). Mặc dù nếp gấp ở góc mắt xuất hiện ở các dân tộc ở Đông Nam Á có thể liên quan đến khả năng là họ có nguồn gốc từ tổ tiên thích nghi với khí hậu lạnh, nhưng sự xuất hiện của nó ở nhiều dân tộc châu Phi khác nhau vẫn chưa thể giải thích được. Nếp gấp ở góc mắt được tìm thấy ở nhiều người châu Phi có liên quan sơ bộ đến khả năng bảo vệ mắt khỏi mức độ ánh sáng cực tím cao ở các vùng sa mạc và bán sa mạc.
Chức năng tiến hóa chính xác và nguồn gốc của các nếp gấp ở góc mắt vẫn chưa được có lời giải thích rõ. Giải thích khoa học bao gồm sự biến đổi và chọn lọc ngẫu nhiên (có lẽ là chọn lọc giới tính), hoặc khả năng thích nghi với môi trường sa mạc và/hoặc mức độ tia cực tím cao được tìm thấy trong môi trường có độ cao lớn, chẳng hạn như dãy Himalaya.
Tiến sĩ Frank Poirier, một nhà nhân học sinh học (tiếng Anh: physical anthropologist) tại Đại học bang Ohio, cho biết nếp gấp mí mắt ở người châu Á thường được giải thích là một phần của quá trình thích nghi với môi trường nhiệt đới hoặc giá lạnh khắc nghiệt, tuy nhiên, ông cho rằng không có lời giải thích nào trong số này là đủ để giải thích sự hiện diện của kiểu hình này ở Đông Á và Đông Nam Á, và lưu ý rằng nếp gấp này cũng có thể được quan sát thấy ở người Ireland và người châu Phi.
Ông cho rằng nếp gấp ở góc mắt là do các gen đa hiệu (pleiotrophic)  kiểm soát nhiều hơn một đặc điểm hoặc chức năng. Ông cũng không đưa ra lời giải thích về nguồn gốc của nếp gấp mí mắt rẻ quạt.